# If the Winds Would Change
If the Winds Would Change es un álbum recopilatorio publicado por High Roller Records. Consiste en los últimos demos y sencillos de los años 70 que no fueron publicados en las compilaciones de Relapse Records en 2001 y 2006 con First Daze Here y First Daze Here Too. Si bien la calidad del audio del disco es bajo (al ser grabaciones en su mayoría caseras), sigue siendo considerado un clásico muy apreciado por los fanes.

## Lista de canciones
Todas las canciones escritas y compuestas por Liebling, O'Keefe, McAllister y Mayne.
- 1. Burning Rays
- 2. The Bees
- 3. Goddess
- 4. Diver
- 5. Rape
- 6. Devil Child
- 7. Out of Luck
- 8. Downhill Slope
- 9. Buzzsaw
- 10. If the Winds Would Change

## Integrantes
- Bobby Liebling - voz
- Geof O'Keefe - batería
- Vincent McAllister - guitarra
- Greg Mayne - bajo

- Datos: Q17634481